# Club de Remo Colindres

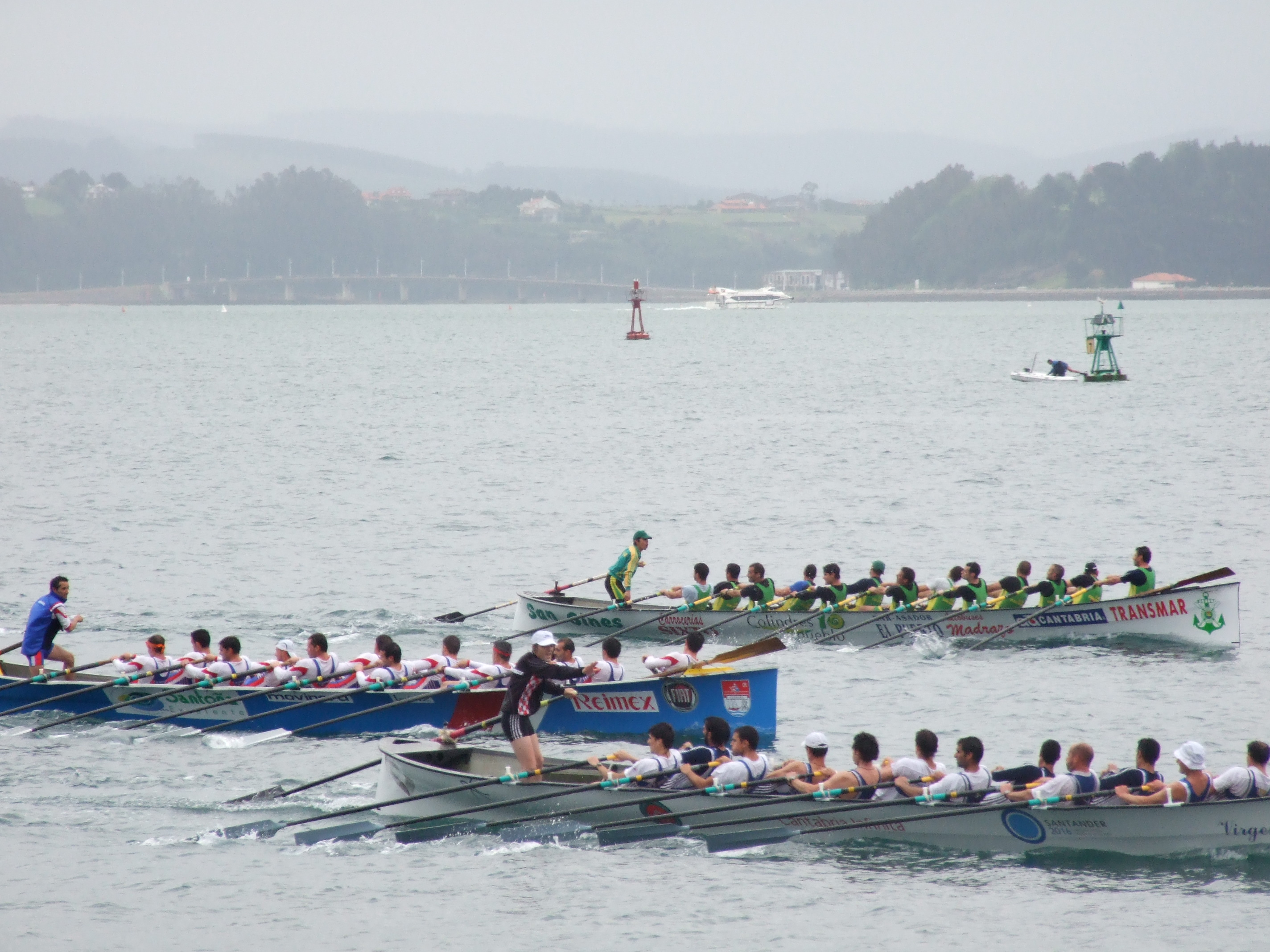
Bandera Caja Cantabria 2009 de traineras con el CR Colindres al fondo.

El Club de Remo Colindres es un club deportivo cántabro que ha disputado regatas en todas las categorías y modalidades remo en banco fijo ya sea en bateles, trainerillas o traineras. Su historia comenzó en la década de 1970, pero no fue hasta 1996 cuando debutó en una regata oficial de traineras.

## Historia
El Club de Colindres ha participado desde la década de 1970 en competiciones de remo en bateles y trainerillas y a partir de 1996 también en traineras. Hubo diversos problemas en 1992 pero gracias a las obras del Municipio se pudo crear la Escuela Municipal de Remo que culminan en el título de campeones regionales de trainerillas en categoría juvenil. Su mayor éxito fue la disputa del Campeonato de España de Traineras en 1997 en La Coruña, después de haber ocupado el tercer puesto en el Campeonato de Cantabria de traineras. Compitió hasta 1999 y después volvió al agua en 2006 disputando la Liga ARC.
Durante el periodo 1996-2000, el presidente fue J.L. Fdez. Ochoa y los entrenadores Carlos Aparicio y Manuel Gutiérrez durante 1996, Manuel Gutiérrez durante 1997 y 1998 y Gerardo Ranero durante 1999 y 2000. Después, durante tres años no hubo actividad en el club de remo y en 2004 se hizo cargo de la presidencia Eugenio Sánchez siendo el entrenador durante esos años José Ignacio Nazábal "Miami".
En 2006 comenzó a disputar la liga ARC y termina la liga en séptima posición después de acumular 43 puntos, en una liga en la que participaron nueve traineras más durante diez regatas. Durante el año no ganó ninguna bandera pero fue en una ocasión segunda por detrás de Kaiku A.E. que terminó ganando la liga después de vencer en ocho de las diez regatas celebradas.
En 2007, fueron otra vez diez participantes en la liga y Colindres ocupó el octavo lugar de la clasificación, no estando en ninguna regata entre las primeras. Sumó 38 puntos. En las regatas de bateles llegaron a ganar tres regatas de la liguilla y fueron medalla de bronce en el regional, aunque fueron últimos en el Campeonato de España.